# 백반증
백반증(白皮症, Vitiligo)은 후천적으로 피부에 백색의 반점이 생겨 점차 커지는 난치성 피부병변이다. 한방에서는 백랍(白蝋)이라고도 한다. 원인은 명확하지 않으나 자가면역설이 유력하다. 병변 초기에 집중치료 시 상당한 효과가 있다. 점막에 흰 반점이 생기는 백색판증(leukoplakia)과는 다른 질병이다.
치료 방법에는 먹는 약 (스테로이드) 과 바르는 약이 사용되며, 자외선 치료 및 엑시머 레이저 기술까지 사용된다.
레이저 시술의 경우 환자와 변색부위에 따라 다르나 일반적으로 색소가 남아있는 피부 주위에서부터 혹은 모공에서부터 색소가 돌아오는 것을 볼 수 있다.
노출 부위에 경우에는 보험 처리가 가능하여 싼 값에 치료가 가능하다.
레이저 및 약물 치료로 호전이 되지 않고, 백반증 발병 부위가 너무 광범위하지 않다면 멜라닌 세포가 정상적인 부분에서 미세하게 피부를 채취하여 이식하는
SST(Skin Seeding Technique)피부이식술이 가장 효과적인 방법이다. SST피부이식술은 백반증이 더 이상 번지지 않는 환자에게 시술이 가능하다.

## 같이 보기
- 백피증 (leukoderma)
- 백색증 (albinosm)
- 루시즘 (leucism)
- 몽골반 (Mongolian spot)